# Urvișu de Beliu
Urvișu de Beliu – wieś w Rumunii, w okręgu Arad, w gminie Hășmaș. W 2011 roku liczyła 229 mieszkańców. 